# Pullino-Klasse
Die Pullino-Klasse war eine Klasse von zwei U-Booten der Regia Marina, die durch ihre bemerkenswerten Tauchleistungen auffiel.

## Baugeschichte
Das Typboot Giacinto Pullino wurde von Virginio Cavallini, Hauptmann des Schiffsingenieurkorps (italienisch Genio Navale), entworfen. Cavallini hatte bereits mit dem U-Boot-Konstrukteur Cesare Laurenti zusammengearbeitet und führte wesentliche technische Neuerungen bei den U-Booten der Königlich Italienischen Marine ein. Die Pullino-Klasse zeichnete sich durch eine relativ große Anzahl von Torpedorohren in Bezug auf ihre Verdrängung aus. Möglicherweise wurde im Laufe des Ersten Weltkrieges noch ein 56- oder 76-mm-Schiffsgeschütz auf dem Deck installiert. Des Weiteren besaß sie bemerkenswerte Tauchleistungen und konnte bei Unterwasserfahrt 2 ½ Stunden lang mit einer Höchstgeschwindigkeit von 10 kn navigieren. Vergleichbare Leistungen erreichten italienische U-Boote erst wieder mit der in den 1960er Jahren gebauten Toti-Klasse.

## Boote der Klasse
| Boot             | Bauwerft               | Kiellegung   | Stapellauf       | Indienststellung  |
| ---------------- | ---------------------- | ------------ | ---------------- | ----------------- |
| Giacinto Pullino | Marinebasis, La Spezia | 2. Juni 1912 | 21. Juli 1913    | 12. Dezember 1913 |
| Galileo Ferraris | Marinebasis, La Spezia | 2. Juni 1912 | 9. November 1913 | 5. Dezember 1914  |

Quellen

## Einsatzgeschichte

### Giacinto Pullino
Das Boot wurde nach dem Schiffsingenieur Giacinto Pullino benannt, dem Erbauer des ersten italienischen U-Bootes, der Delfino. Die Giacinto Pullino wurde nach ihrer Indienststellung für Ausbildungszwecke in La Spezia und Tarent eingesetzt. Während des Ersten Weltkrieges war das Boot dem 2. U-Boot-Geschwader in Venedig unterstellt und operierte in der oberen Adria. Im ersten Kriegsjahr wurden 15, im zweiten 16 Feindfahrten unternommen. Die Einsatzgeschichte der Giacinto Pullino war durch Misserfolge gekennzeichnet. Unter dem Kommando von Kapitänleutnant Ubaldo degli Uberti griff das Boot am 4. Juli 1917 die beiden österreichischen Handelsschiffe San Marco und Nasazza auf der Höhe von Fiume an. Auf beide Schiffe wurden Torpedos abgefeuert, die jedoch nicht explodierten, lediglich der Propeller der San Marco wurde durch einen direkten Torpedotreffer schwer beschädigt. Auf ihrer 32. Unternehmung lief sie am 30. Juli 1916 in der Kvarner-Bucht bei der Insel Galiola auf Grund und konnte nicht mehr flott gemacht werden. Das Boote wurde von der Besatzung unbrauchbar gemacht und aufgegeben. Auf der Flucht wurde die Besatzung, darunter der auf der Giacinto Pullino dienende und aus dem österreichischen Istrien stammende Irredentist und Marineoffizier Nazario Sauro, vom Torpedokanonenboot SMS Satellit der k.u.k. Kriegsmarine aufgebracht und gefangen genommen. Nach seiner Identifizierung wurde Nazario Sauro wegen Hochverrats der Prozess gemacht und er wurde hingerichtet. Beim Versuch der k.u.k. Kriegsmarine, die Giacinto Pullino zu bergen, ging das wieder flott gemachte und im Schlepp befindliche U-Boot auf dem Weg nach Pola am 1. August 1916 bei Kap Kamenjak unter. Das Wrack wurde 1929 geborgen und 1931 verschrottet.

### Galileo Ferraris
Namensgeber des Bootes war der italienische Ingenieur und Physiker Galileo Ferraris. Das Boot wurde zunächst zur Ausbildung im Tyrrhenischen Meer eingesetzt und anschließend nach Tarent zum 3. U-Boot-Geschwader überführt. Nach dem italienischen Kriegseintritt wurde die Galileo Ferraris nach Brindisi verlegt und operierte zunächst unter dem Kommando von Kapitänleutnant Giuseppe Battaglia in der unteren Adria entlang der Seefahrtsrouten der österreichisch-ungarischen Handelsmarine. Nach 17 Unternehmungen wurde sie 1917 in die obere Adria zum 2. U-Boot-Geschwader nach Venedig verlegt. In der oberen Adria unternahm das Boot unter Kapitänleutnant Luigi Montella noch 18 Unternehmung vor der Küste Dalmatiens. Am 27. November 1917 lief sie bei schlechter Witterung auf der Rückfahrt nach Venedig auf Höhe des Podeltas auf Grund. Erst nach 50 Tagen gelang es, die Galileo Ferrari wieder flott zu machen. Sie wurde zuerst nach Porto Corsini bei Ravenna und Anfang Februar 1918 nach La Spezia geschleppt. In der Marinebasis La Spezia wurde das Boot desarmiert. Im Februar 1919 wurde die Galileo Ferrari wieder seetüchtig gemacht, nachdem sie auf Wunsch des Marineoffiziers Angelo Belloni als Ausbildungsschiff für Kampfschwimmer umgebaut worden war. Wegen fehlender finanzieller Mittel musste das Ausbildungsprogramm eingestellt werden und am 15. Dezember 1919 wurde das Boot außer Dienst gestellt. Im Januar 1920 wurde die Galileo Ferraris an Belloni als sogenanntes „Handels-U-Boot“ verkauft. Sie war damit das erste kommerziell genutzte U-Boot in Italien. Belloni nutzte das U-Boot wenig erfolgreich noch bis 1921 im Roten Meer als Begleitboot für die Perlenfischerei, bevor es 1921 verschrottet wurde.